# بهاران بنی‌احمدی
بهاران بنی‌احمدی (زاده ۲۹ فروردین ۱۳۶۳ - تهران) بازیگر اهل ایران است.

## فیلم‌شناسی

### سینما
- نقش نگار (۱۳۹۲)
- آخرین بار کی سحر را دیدی؟ (۱۳۹۴)
- هیهات (۱۳۹۴)
- جاده شهریار (۱۳۹۳)
- نیمرخ‌ها (۱۳۹۳)
- آزادی مشروط (۱۳۹۲)
- قاعده تصادف (۱۳۹۱)
- گس (۱۳۹۱)
- اشکان، انگشتر متبرک و چند داستان دیگر (۱۳۸۶)

### تلویزیون
- تاریکی شب، روشنایی روز (۱۳۹۷)
- گمشدگان (۱۳۹۶)